# التاویستا (ویرجینیا)
التاویستا، ویرجینیا (به انگلیسی: Altavista, Virginia) یک منطقهٔ مسکونی در ایالات متحده آمریکا است که در ویرجینیا واقع شده‌است.

## خصوصیات
التاویستا ۱۲٫۷ کیلومترمربع مساحت و ۳٬۴۵۰ نفر جمعیت دارد و ۱۶۷ متر بالاتر از سطح دریا واقع شده‌است.